# Xabier Agirre
Xabier Agirre López (Vitoria, 8 de abril de 1951 - Pamplona, 13 de febrero de 2021) fue un administrativo y político español. Perteneciente al PNV, ocupó importantes cargos institucionales tanto en la Diputación Foral de Álava como en el Parlamento Vasco. Fue diputado general de Álava (2007-2011) y presidente del Araba Buru-Batzar (2012-2016).

## Biografía
Fue administrativo técnico de profesión, antes de dedicarse exclusivamente a la política; trabajó en la Caja de Ahorros de Vitoria.

## Ámbito político
Vinculado al Partido Nacionalista Vasco desde los años setenta, participó activamente en el Araba Buru Batzar, máximo órgano ejecutivo del PNV en Álava, llegando a presidir dicho órgano entre los años 1983 y 1987, cargo que volvería a repetir en 2012 tras vencer a su compañero de partido Iñaki Gerenabarrena.
Entre 1990 y 1999 ejerció como viceconsejero de Interior del Gobierno Vasco, siempre bajo las órdenes del consejero de Interior Juan María Atutxa.
En el año 2007 fue el candidato del PNV para diputado general de Álava. Pese a haber sido el tercer partido más votado (por detrás del PP y el PSE, aunque empatado a escaños con este último) pudo ser investido diputado general gracias al apoyo de Aralar y a la falta de acuerdo entre populares y socialistas. En las elecciones forales de 2011 se presentó a la reelección. Sin embargo, tampoco volvió a ganar las elecciones. El PSE afirmó que apoyaría la investidura del candidato del Partido Popular Javier de Andrés, si bien las dos fuerzas constitucionalistas no sumaban mayoría absoluta. Por otra parte, Bildu apoyó la investidura de Xabier Agirre, pero las dos fuerzas nacionalistas tampoco sumaban mayoría absoluta. La llave del gobierno estaba en manos de las dos diputadas de Ezker Batua, quienes finalmente se abstuvieron de votar a ningún candidato. Provocaron de esta manera la investidura del candidato del Partido Popular. 
Agirre desveló ante la opinión pública las verdaderas causas del desacuerdo de las dos representantes de la izquierda: a cambio de su apoyo, los negociadores de Ezker Batua habían pedido que se colocara a 39 afiliados suyos, “de manera cualificada y disfrazándolo de algún proceso de selección” en la dirección de la obra social de la BBK, en el consejo de administración de la Caja Vital, en el Teatro Arriaga o en el Palacio Euskalduna, etcétera, amén de un crédito de 600 000 euros y de que en los presupuestos de 2012 se pusieran a su “exclusiva disposición” 300 000 euros más para dar las subvenciones que quisieran.
Inspirado en este episodio, el director de teatro Eugenio Amaya escribió la obra Anomia, estrenada en el Teatro María Guerrero en octubre de 2012 y publicada en el mismo año por el Centro Dramático Nacional.
Tras cinco años de trabajo en las instituciones alavesas, en 2012 renunció a su escaño en las Juntas Generales de Álava. Se presentó como cabeza de lista del PNV por Álava a las elecciones autonómicas de ese año, obteniendo su escaño en el Parlamento Vasco tras cinco años fuera de esta cámara.